# 仪制清吏司
仪制清吏司，礼部官署名称。
明朝洪武二十二年（1389年）改礼部总部设仪部，设仪部郎中正五品、仪部员外郎从五品、主事各一人，洪武二十九年（1396年）改为仪制清吏司。管理礼文、宗封、贡举、学校。设郎中一人，员外郎一人，主事三人，洪熙元年（1425年），南京礼部也设仪制清吏司。清朝顺治元年（1644年），沿置仪制清吏司，设郎中三人，满洲二人，汉族一人；员外郎四人，满洲三人，汉族一人；主事二人，满洲一人，汉族一人。以及笔帖式、经承若干人。下设建言科、王府科、印信科、学政科、火房，分别办理各项事宜。光绪三十二年（1906年），鸿胪寺和主客司并入仪制清吏司。宣统元年（1909年）为溥仪避讳，改名典制清吏司。宣统三年（1911年）改属典礼院。